# 인천소방고등학교
인천소방고등학교(仁川消防高等學校)는 대한민국 인천광역시 미추홀구 도화동에 있는 공립 고등학교이다.

## 학교 연혁
- 1978년 3월 1일 : 운산기계공업고등학교 개교
- 1994년 3월 1일 : 운산기계공업고등학교 공립화 인가
- 2003년 9월 1일 : 교사(校舍) 이전
- 2004년 3월 1일 : 도화기계공업고등학교(道禾機械工業高等學校)로 교명 변경
- 2007년 11월 14일 : 「군 특성화 고등학교 지원 사업」 대상교 지정
- 2008년 8월 4일 : 특성화고등학교 지정 (군전문병 육성)
- 2018년 3월 1일 : 고교학점제 연구학교 운영(2018.3.1.~2021.02.28. 3년간)
- 2021년 3월 1일 : 학칙변경(자동화기계과를 자동화도제과로 학과 변경)
- 2021년 7월 1일 : 인천소방고등학교(仁川消防高等學校)로 교명 변경 (소방안전관리과, 소방설비과, 소방전기과, 소방기계과) 개편
- 2023년 9월 1일 : 제18대 장정호 교장 취임
- 2024년 1월 9일 : 제44회 졸업식(30명 졸업) 졸업생 누계 23,919명
- 2024년 3월 4일 : 2024학년도 190명 입학

## 설치 학과
- 소방안전관리과
- 소방전기과
- 소방설비과
- 소방기계과

## 학교 동문
정영훈 1989년 대한민국의 정당인, 정치인, 교육인, 발명가, 투자가 <28회 졸업생>

## 참고 자료
- 인천소방고등학교 - 한국교육학술정보원 학교알리미